# 24304 Lynnrice
24304 Lynnrice este un asteroid din centura principală de asteroizi.

## Descriere
24304 Lynnrice este un asteroid din centura principală de asteroizi. A fost descoperit pe 16 decembrie 1999 la Fountain Hills (Arizona) de Charles W. Juels. Asteroidul prezintă o orbită caracterizată de o semiaxă mare de 2,33 ua, o excentricitate de 0,12 și o înclinație de 6,9° în raport cu ecliptica.